# Flughafen Jaffna

i8
i11
i13
Der Flughafen Jaffna (Tamil யாழ்ப்பாணம் சர்வதேச விமான நிலையம், singhalesisch යාපනය ජාත්‍යන්තර ගුවන්තොටුපළ, englisch Jaffna International Airport, IATA-Code: JAF, ICAO-Code: VCCJ), nach seiner Lage manchmal auch Flughafen Kankesanturai, früher Flughafen Palaly, ist ein internationaler Flughafen im Norden Sri Lankas. Der Flughafen wird auch militärisch durch die sri-lankischen Luftstreitkräfte genutzt.

## Geschichte
Der Flughafen geht auf ein Flugfeld zurück, das durch die britische Kolonialmacht während des Zweiten Weltkrieges erbaut wurde. Das Flugfeld verfügte über eine 2000 Meter lange Start- und Landebahn und diente vor allem für Such- und Rettungsaktionen der Royal Air Force im Indischen Ozean. Nach der Unabhängigkeit Ceylons am 4. Februar 1948 (die Namensänderung in Sri Lanka erfolgte erst 1972) wurde das Flugfeld am 10. Dezember 1947 als Flughafen Palaly (Palaly Airport) mit einer Gesamtfläche von 359 Acres (145 ha) für den zivilen Luftverkehr eröffnet. Vom Flughafen aus gingen Flüge nach Indien und zu anderen Flughäfen in Sri Lanka (hauptsächlich Colombo). Der erste internationale Flug war der Flug einer Douglas DC-3 der Air Ceylon von Colombo nach Jaffna und anschließend nach Madras am 10. Dezember 1947.
Während der Zeit des Bürgerkrieges in Sri Lanka (1983 bis 2009) ging die Regie des Flughafens in die Hände der sri-lankischen Streitkräfte über. Diese requirierten weitere 646 Acres (261 ha) im Umfeld für die Flughafennutzung. Während des Bürgerkriegs wurde der Flughafen ausschließlich militärisch genutzt. Insbesondere zur Zeit der Stationierung der indischen Friedenssicherungstruppe (IPKF) in Sri Lanka nach dem Indisch-sri-lankischen Abkommen 1987 gab es viele Flugverbindungen zwischen Südindien und Jaffna, die jedoch rein militärischer Natur waren.
Nach der politischen Wende nach der Parlaments- und Präsidentschaftswahl 2015 wurden gemeinsame Planungen zwischen Sri Lanka und Indien über die Neueröffnung des zivilen Flughafens entwickelt. Am 14. März 2016 flog der Direktor des Flughafens Chennai mit einem Team nach Palay um technische und Machbarkeitsstudien durchzuführen. Bei den Planungen zum Ausbau waren vielfache politisch motivierte Widerstände zu überwinden. Singhalesische Politiker des Südens fürchteten, dass der Ausbau des Flughafens in Jaffna auf Kosten der südlichen Flughäfen gehen würde. Die bei den Sri-Lanka-Tamilen politisch tonangebende Tamil National Alliance (TNA) forderte den Ausbau des Flughafens zu einem internationalen Flughafen. Die Regierung unter Premierminister Ranil Wickremesinghe, die auf die parlamentarische Unterstützung der TNA angewiesen war, stimmte diesem Plan zu. Außerdem wurde in einer Art Gesamtkonzept der parallele Ausbau der Flughäfen Ratmalana und Batticaloa zu internationalen Flughäfen beschlossen.
Am 17. Oktober 2019 wurde der Flughafen Jaffna neu eröffnet. Der erste internationale Flug war eine ATR 72 der Alliance Air (einer Regionalfluggesellschaft von Air India), die am Eröffnungstag hier landete.

## Beschreibung
Der Flughafen liegt etwa 1 Kilometer von der Küste zum Indischen Ozean (Golf von Bengalen) entfernt in der sri-lankischen Gemeinde Kankesanturai, ca. 15 Kilometer nordnordöstlich vom Stadtzentrum von Jaffna entfernt. Nach offiziellen Angaben der sri-lankischen Zivilluftfahrtbehörde verfügt er über eine Start- und Landebahn mit den Abmessungen 1400 × 30 Meter und ein Flughafenterminal mit Vorfeld. Die auf 2389 m verlängerte Start- und Landebahn ist für die militärische Nutzung reserviert, d. h. nur die ersten 1400 m können für den zivilen Flugverkehr genutzt werden.

## Zwischenfälle
In der Vergangenheit kam es zu einer Reihe von Zwischenfällen am oder in der Nähe des Flughafens. Bei den meisten tödlichen Zwischenfällen handelte es sich um terroristisch motivierte Flugzeugabschüsse während des Bürgerkrieges:
- Am 5. Juli 1992 wurde eine mit Waffen und Munition beladene Shaanxi Yunshuji Y-8D der Luftstreitkräfte Sri Lankas, die sich auf dem Flug von Colombo nach Jaffna befand, durch die Tamil Tigers abgeschossen, wobei alle 19 Insassen an Bord starben.[4]

- Am 28. April 1995 fiel an einer nach Colombo gestarteten Hawker Siddeley HS 748 der Helitours, betrieben für die Luftstreitkräfte Sri Lankas (4R-HVB), nach dem Abheben vom Flughafen Jaffna das rechte Triebwerk aus. Im Endanflug brach 200 Meter vor der Landebahn die rechte Tragfläche ab, woraufhin die Maschine abstürzte. Dabei wurden alle 45 Menschen an Bord getötet. Nach Berichten wurde das Flugzeug mit einer 9K32 Strela-2-Boden-Luft-Rakete der tamilischen Separatisten Tamil Tigers abgeschossen.[5]

- Am 29. April 1995 wurde eine zweite Hawker-Siddeley HS 748 der Helitours, betrieben für die Luftstreitkräfte Sri Lankas, die vom Flughafen Anuradhapura zum Flughafen Jaffna unterwegs war, während des Landeanflugs in etwa 1000 Meter Flughöhe ebenfalls von einer Boden-Luft-Rakete der Tamil Tigers getroffen. Alle 52 Insassen wurden getötet. Dies war der folgenreichste Verlust einer HS 748, gemessen an der Anzahl der Todesopfer.[6]

- Am 18. November 1995 wurde eine Shaanxi Yunshuji Y-8D der Luftstreitkräfte Sri Lankas von einem Boot der Tamil Tigers mit einer 20-mm-Oerlikon-Kanone abgeschossen, wobei fünf der sechs Insassen an Bord starben.[7]

- Am 22. November 1995 wurde eine Antonow An-32B der Luftstreitkräfte Sri Lankas (CR862) während eines nächtlichen Anfluges ins Meer geflogen. Es handelte sich um einen Controlled flight into water. Der Flugkapitän hatte kurz vor dem Aufprall die Flugsicherung gebeten, die Landebahnbefeuerung einzuschalten. Bei dem Unfall starben alle 62 Insassen der Maschine.[8]

- Am 20. Januar 1997 stürzte eine Harbin Y-12 der Luftstreitkräfte Sri Lankas auf der Suche nach einem Boot der Tamil Tigers über dem Meer ab. Dabei starben alle 4 Insassen.[9]

- Am 29. September 1998 stürzte eine kurz zuvor in Jaffna gestartete Antonow An-24RW, die von der belarussischen Gomelavia für die Lionair aus Sri Lanka betrieben wurde, aus dem Steigflug heraus plötzlich ins Meer. Dabei kamen alle 55 Personen an Bord ums Leben. Die Tamil Tigers bekannten sich zu dem Abschuss (siehe auch Lionair-Flug 602).